# Zadvarje
Zadvarje ist eine Gemeinde in Kroatien und gehört zur Gespanschaft Split-Dalmatien.
Die Gemeinde liegt südöstlich von der Stadt Split und hat einen schmalen Küstenstreifen am Meer. Das Gemeindegebiet umfasst 13,22 Quadratkilometer. Zadvarje teilt sich in zwei Ortsteile ein: Dubci und Zadvarje. Dubci bildet der Teil der Küste, ist jedoch unbewohnt.
Die Gemeinde hat 289 (Volkszählung 2021) Einwohner. Die größte Ethnie bilden die Kroaten.
Die Autobahn A1 führt direkt durchs Gemeindegebiet. Die Ausfahrt von der Nachbargemeinde Šestanovac befindet sich auf dem Gemeindegebiet.